# Döröske
Döröske é um município da Hungria, situado no condado de Vas. Tem 4,4 km² de área e sua população em 2015 foi estimada em 80 habitantes.